# Comté de Tammin
Le Comté de Tammin est une zone d'administration locale au sud-est de l'Australie-Occidentale en Australie. Le comté est situé à 80 kilomètres à l'ouest de Merredin et à environ 180 kilomètres à l'est de Perth, la capitale de l'État. 
Le centre administratif du comté est la ville de Tammin.
Le comté est divisé en un certain nombre de localités :
- Tammin
- Bungulla
- Wyola
- Yorkrakine

Le comté a 6 conseillers locaux et n'est pas divisé en circonscriptions.